# Vojenský lázeňský ústav (Karlovy Vary)
Vojenský lázeňský ústav (rovněž Vojenská lázeňská léčebna, německy Militär-Badehaus) je komplexní lázeňské zařízením v Karlových Varech postavené v letech 1853–1855 pro účely rakouské armády.
Nachází se v lázeňském území při levém břehu říčky Teplá asi 600 metrů severně od nejznámějšího karlovarského pramene Vřídla. V suterénu léčebny vyvěrá původní Sadový pramen.
Široké veřejnosti nabízí své služby v tříhvězdičkovém lázeňském hotelu Sadový pramen jako součást Vojenských lázeňských a rekreačních zařízení.
Od roku 1994 je chráněn jako kulturní památka.

## Historie
Roku 1850 vypracoval projekt budovy Václav Hagenauer, architekt hraběte Buquoye z Červeného Hrádku, častého lázeňského hosta Karlových Varů.

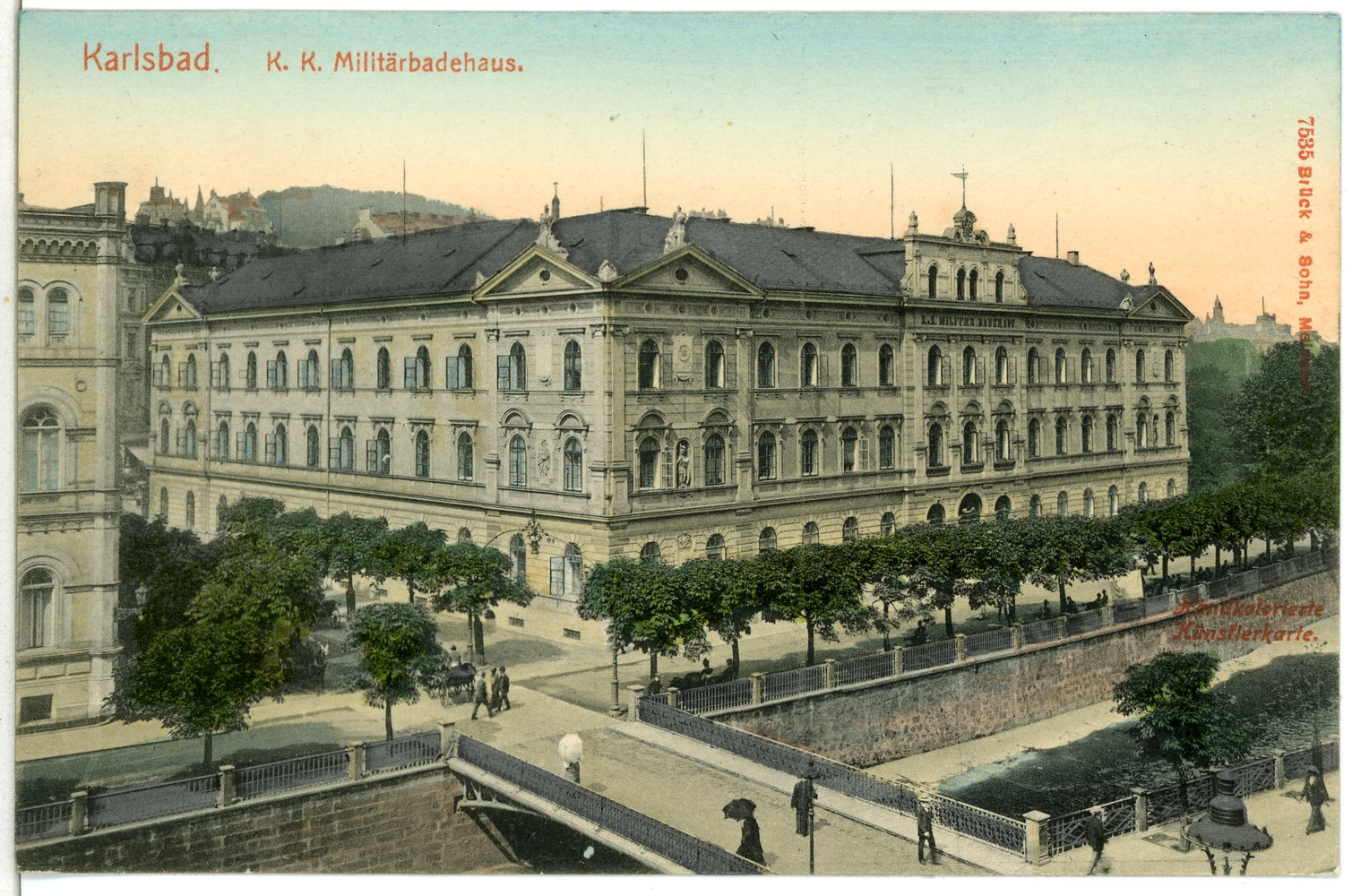
Budova po první přestavbě (1905) na pohlednici z roku 1906

Pro objekt bylo vybráno místo, kde se na trávníku u břehu Teplé bílilo prádlo. Roku 1851 prodal pozemky o výměře 4 820 m² jejich majitel pan Stadler Spolku pro postavení vojenské nemocnice. Za pozemky zaplatil Spolek 6 300 zlatých, což pro něj byla výhodná cena. O dvacet let později musela městská rada dát za vedlejší pozemek dnešních Dvořákových sadů 300 tisíc zlatých. V roce 1852 byla zahájena sbírka na stavbu, částečně byly náklady výtěžkem ze dvou loterií, povolených rakouským císařem. Přispěla i karlovarská městská rada darem 50 000 cihel. Stavba budovy, tehdy nazývané Militärbadehaus byla zahájena dne 18. srpna 1852. V průběhu výstavby však došly finanční prostředky, získané ze sbírek a darů. Podporovatel ústavu, člen výboru pro založení ústavu Dr. Gallus Hochberger, tehdy věnoval pro rychlé dokončení stavby k dispozici celý svůj majetek. Za obětavou činnost byl vyznamenán propůjčením titulu dvorního rady, udělením Řádu železné koruny III. třídy a povýšen císařem do rytířského stavu. Stavba ústavu byla dokončena dne 30. června 1855 a slavnostní otevření a vysvěcení budovy nového ústavu se za účasti předních církevních, vojenských i civilních osobností konalo dne 12. července 1855. Vysvěcena byla nejen budova ústavu, ale i zdejší kaple. Karlovarští občané nebyli stavbou nadšeni. Budova se jim zdála příliš jednoduchá a posměšně ji nazývali Kommissbrot (Komisárek). V roce 1881 byl do budovy přiveden potrubím Tereziin pramen. Vojenský lázeňský ústav byl prvním komplexním lázeňským zařízením v Karlových Varech a zároveň jedním z prvních stálých lázeňských ústavů a jedním z největších vojenských lázeňských ústavů v Evropě. Poskytoval bezplatné ubytování a lékařskou péči, nejprve pouze během lázeňské sezony od 15. dubna do 15. října, od roku 1901 již celoročně.
K první přestavbě došlo v roce 1905, kdy byly doplněny fasády a sochařská výzdoba. K výrazné přestavbě a změně dispozice budovy došlo v roce 1924. Ministerstvo národní obrany se rozhodlo přeměnit přízemí ústavu na jedenáct obchodních místností a přistavět třetí podlaží, aby nebyl snížen počet lůžek. Přestavbu provedla stavební firma Müller a Kapsa z Plzně a za tři měsíce předala dílo do provozu. Během druhé světové války se stal ústav součástí válečných nemocnic pro zraněné německé vojáky. V této době byly provedeny úpravy pro potřeby nemocničnímu provozu. I po druhé světové válce sloužil ústav armádě a byl postupně nově vybaven o lékárnu, novou lékařskou techniku a nové procedury. Jeden čas sídlila v ústavu okresní vojenská správa. K ústavu byl přičleněn lázeňský dům Chopin se čtyřiceti lůžky, a tak bylo pro příslušníky československé armády k dispozici celkem 240 lůžek. Od roku 1952 převažovali pacienti k doléčování onemocnění zažívacího traktu po předchozí nemocniční léčbě. Vojenská lázeňská léčebna – lázeňský dům Sadový Pramen má kapacitu 162 lůžek a poskytuje léčebnou péči, zaměřenou zejména na problematiku metabolických poruch, cukrovky a léčbu onemocnění pohybového aparátu. Na podzim roku 2011 proběhla kompletní rekonstrukce vnějších fasád budovy.

## Stavební podoba
Areál vojenského léčebného ústavu je třípatrový, původně dvoupatrový komplex s vnitřním dvorem, postavený na téměř čtvercovém půdorysu o rozměrech 59x53 metrů. Budova je krytá sedlovými plochými střechami. Původně se vyznačovala strohou fasádou a přísnou symetričností. V prvním patře jižního křídla byla umístěna kaple s polygonálním arkýřem, opatřená nástropní freskou Boha Otce a Ducha svátého s anděly a nástěnnými malbami čtyř Evangelistů od Wilhelma Kandlera. Zařízení kaple tvoří jednoduchý oltář se sousoším ukřižovaného Krista se dvěma klečícími anděly po stranách: Sochařské dílo z bílého kararského mramoru vytvořil sochař Julius Malzer a dokončil v roce 1856 Václav Levý. Oltář byl za komunistického režimu zakryt závěsem. Do jídelny byl zavěšen velkoplošný obraz Objevení horkých pramenů Karlem IV.  od malíře Viléma Kandlera z roku 1848, za nějž získal autor státní ocenění. Původně byl vytvořen k oslavám 500. výročí založení Karlovy univerzity, avšak do Prahy se nedostal a později jej získal Vojenský lázeňský ústav. Původní nástropní fresky v jídelně od Viléma Kandlera byly patrně počátkem 20. století zabíleny. V dubnu 1900 byla z parku bývalé střelnice přemístěna pod arkýře kaple do uzavřeného vnitřního atriového nádvoří busta dr. Galluse Hochbergera, iniciátora a mecenáše stavby Vojenského ústavu. Sochu vytvořil roku 1890 Tomáš Seidan.
V roce 1905 došlo ke klasicistním úpravám. Fasády budovy byly doplněny vysokým pilastrovým iónským řádem s hlavicemi a obohaceny o trojúhelníkové štíty a sochařskou výzdobu. Mezi dvě krajní okna v prvním poschodí byly přidány dvě niky a do nich byly umístěny sochy. Do jedné niky socha římského gladiátora, do druhé pak socha bohyně Hygieie. Nad ně v druhém poschodí byla prázdná místa v tympanonech vyzdobena ornamenty s reliéfy zbraní pěšáků a dragounů rakouské armády. Další úpravy pocházejí z roku 1924, kdy došlo k přístavbě třetího patra. Ve třetím patře budovy byl roku 1855 umístěn unikátní a nejstarší hodinový stroj v Karlových Varech, dochovaný v autentické podobě a ve funkčním stavu.